# Ґлембоке (Дравський повіт)
Ґлембоке (пол. Głębokie) — село в Польщі, у гміні Каліш-Поморський Дравського повіту Західнопоморського воєводства.
У 1975-1998 роках село належало до Кошалінського воєводства.